# Họ Cá chình dẽ đuôi cộc
Họ Cá chình dẽ đuôi cộc (danh pháp khoa học: Cyematidae) là một họ nhỏ, chỉ chứa 1 hoặc 2 chi, với mỗi chi chỉ có 1 loài cá sinh sống biển sâu. Chúng là cá nhỏ thuôn dài với chiều dài tới 16 xentimét (6,3 in).

## Từ nguyên
Tên chi điển hình của họ này Cyema bắt nguồn từ tiếng Hy Lạp kyema, -atos (có thai, thai nghén, mang thai).

## Phân loại
- Cyema: 1 loài với danh pháp Cyema atrum Günther, 1878 (chình dẽ đuôi cộc). Chiều dài tới 15 xentimét (5,9 in). Sinh sống ở độ sâu 330-5.100m. Phân bố toàn cầu trong tất cả các đại dương. Tại Đông Đại Tây Dương: Từ Gibraltar tới Azores và Madeira; Nam Phi. Tại Đông Ấn Độ Dương: Australia. Tại Tây nam Thái Bình Dương: New Zealand. Tại Đông Thái Bình Dương: Vùng biển ven Oregon, Hoa Kỳ tới Panama và tại Chile.[3]
- Neocyema: 1 loài với danh pháp Neocyema erythrosoma Castle, 1978. Chiều dài tới 16 xentimét (6,3 in). Sinh sống ở độ sâu 2.0000-2.200m. Phân bố tại Đông nam Đại Tây Dương, trong khu vực này chỉ biết đến 2 mẫu vật thu được ngoài khơi phía tây Cape Town, Nam Phi.[4] Chi và loài này có thể sẽ tách riêng ra thành họ Neocyematidae (đề xuất năm 2018).[5]

## Phát sinh chủng loài
Phát sinh chủng loài dưới đây vẽ theo Poulsen et al. (2018) 

|  | Monognathus |
|  |             |
|  | Cyema       |
|  |             |

|  | \| \| Saccopharynx \| \| \| \| \| \| Eurypharynx \| \| \| \| |
|  |                                                              |
|  | Neocyema                                                     |
|  |                                                              |
|  | Saccopharynx                                                 |
|  |                                                              |
|  | Eurypharynx                                                  |
|  |                                                              |

|  | Saccopharynx |
|  |              |
|  | Eurypharynx  |
|  |              |

|  | Monognathus |
|  |             |
|  | Cyema       |
|  |             |

|  | \| \| Saccopharynx \| \| \| \| \| \| Eurypharynx \| \| \| \| |
|  |                                                              |
|  | Neocyema                                                     |
|  |                                                              |
|  | Saccopharynx                                                 |
|  |                                                              |
|  | Eurypharynx                                                  |
|  |                                                              |

|  | Saccopharynx |
|  |              |
|  | Eurypharynx  |
|  |              |